# Circle Digital Chart
Le  Circle Digital Chart (anciennement  Gaon Digital Chart), une partie du Circle Music Chart, est un classement national qui classifie les 200 chansons les plus populaires  en termes de ventes et d’écoutes en Corée du Sud. Les chiffres proviennent de la Korea Music Content Industry Association. Le classement est une somme des téléchargements digitaux et des écoutes en streaming. Il classifie toutes les chansons, et fait des classements séparés en semaines, mois et en fin d'année. Le classement commencé le 23 février 2010.
Le classement est réalisé à partir d'une compilation des données issues des plateformes de distribution numérique Genie, Naver VIBE, MelOn (KakaoMusic), FLO, Samsung Music, Bugs et Spotify.

## Histoire
Le Gaon Music Chart a été lancé en février 2010. À l'origine, il était prévu d'être un classement biannuel quand les Gaon Charts ont débuté début 2010. Finalement, le classement se fait de façon hebdomadaire et mensuelle comme les autres classements.
Dès 2019, le classement a été étendu à 200 places contre 100 auparavant.

## Listes des numéros un
- Gaon Singles Chart 2010
- Gaon Singles Chart 2011
- Gaon Singles Chart 2012
- Gaon Singles Chart 2013
- Gaon Singles Chart 2014
- Gaon Singles Chart 2015
- Gaon Singles Chart 2016...

## Chansons qui sont restées le plus de semaines à la première place

### 11 semaines
- BTS – Dynamite (2020)

### 7 semaines
- Zico – Any Song (2020)
- Mirani, Munchman, Khundi Panda, Mushvenom feat. Justhis – VVS (2020)

### 6 semaines
- iKon – Love Scenario (2018)
- IU – Celebrity (2021)
- The Kid Laroi & Justin Bieber – Stay (2021)

### 5 semaines
- IU – Good Day (2010)
- Psy – Gangnam Style (2012)
- SSAK3 – Beach Again (2020)
- Brave Girls – Rollin' (2021)
- BTS – Butter (2021)
- M.O.M – Foolish Love (2021)
- Kim Min-seok – Drunken Confession (2022)
- WSG Wannabe – At That Moment (2022)

## Artistes avec le plus de chansons numéros un
| Place | Artistes          | Nombre de chansons |
| ----- | ----------------- | ------------------ |
| 1re   | IU                | 30                 |
| 2d    | Big Bang          | 11                 |
| 3e    | Twice             | 9                  |
| 3e    | Sistar            | 9                  |
| 3e    | 2NE1              | 9                  |
| 4e    | Taeyeon           | 8                  |
| 4e    | BTS               | 8                  |
| 4e    | Girls' Generation | 8                  |
| 4e    | Davichi           | 8                  |
| 4e    | Huh Gak           | 8                  |
| 4e    | Zion. T           | 8                  |
| 5e    | Park Hyo-shin     | 7                  |
| 5e    | AKMU              | 7                  |

## Artistes restés numéros un le plus de semaines
| Place | Artistes | Nombre de semaines |
| ----- | -------- | ------------------ |
| 1re   | IU       | 60                 |
| 2d    | BTS      | 24                 |
| 3e    | Big Bang | 22                 |
| 4e    | Twice    | 15                 |
| 5e    | Taeyeon  | 14                 |

## Classement de fin d'année

### 2010
Top 10 des chansons les mieux classées de l'année
| #  | Chanson              | Artiste           | Label               | Score total | Total des ventes |
| -- | -------------------- | ----------------- | ------------------- | ----------- | ---------------- |
| 1  | "Bad Girl Good Girl" | Miss A            | JYP Entertainment   | 805,177,964 | 3,119,784        |
| 2  | "Nagging"            | IU et Seulong     | LOEN Entertainment  | 760,005,040 | 3,008,795        |
| 3  | "Sick Enough to Die" | MC Mong           | IS Entermedia Group | 667,681,012 | 2,698,185        |
| 4  | "Go Away"            | 2NE1              | YG Entertainment    | 620,931,026 | 2,444,933        |
| 5  | "Oh!"                | Girls' Generation | SM Entertainment    | 615,916,330 | 3,316,889        |
| 6  | "2 Different Tears"  | Wonder Girls      | JYP Entertainment   | 612,819,160 | 2,790,298        |
| 7  | "Still Eating Well"  | Homme             | JYP Entertainment   | 608,648,207 | 2,533,104        |
| 8  | "Then Then Then"     | Supreme Team      | Amoeba Culture      | 583,746,890 | 1,973,089        |
| 9  | "Confession"         | Hot Potato        | Daeum Entertainment | 578,141,618 | 2,331,998        |
| 10 | "Hoot"               | Girls' Generation | SM Entertainment    | 563,799,214 | 2,138,179        |

### 2011
Top 10 des chansons les mieux classées de l'année
| #  | Chanson                      | Artiste     | Label              | Score total | Total des ventes |
| -- | ---------------------------- | ----------- | ------------------ | ----------- | ---------------- |
| 1  | "Roly Poly"                  | T-ara       | Core Content Media | 364,153,533 | 4,077,885        |
| 2  | "Having An Affair"           | GG          | MBC                | 351,036,352 | 3,625,939        |
| 3  | "Please"                     | Kim Bum-soo | MBC                | 336,397,420 | 2,848,317        |
| 4  | "Lonely"                     | 2NE1        | YG Entertainment   | 320,954,351 | 2,935,930        |
| 5  | "Don't Cry"                  | Park Bom    | YG Entertainment   | 320,214,905 | 2,512,950        |
| 6  | "Pinocchio (Danger)"         | f(x)        | SM Entertainment   | 316,835,223 | 2,603,271        |
| 7  | "I Am the Best"              | 2NE1        | YG Entertainment   | 316,657,233 | 3,467,674        |
| 8  | "Tonight"                    | Bigbang     | YG Entertainment   | 315,062,421 | 2,314,355        |
| 9  | "On Rainy Days"              | Beast       | Cube Entertainment | 309,357,651 | 2,588,038        |
| 10 | "A Story Only I Didn't Know" | IU          | LOEN Entertainment | 300,332,766 | 2,118,880        |

### 2012
Top 10 des chansons les mieux classées de l'année
| #  | Chanson                 | Artiste                 | Label                             | Score total | Total des ventes |
| -- | ----------------------- | ----------------------- | --------------------------------- | ----------- | ---------------- |
| 1  | "Gangnam Style"         | PSY                     | YG Entertainment                  | 422,421,666 | 3,842,109        |
| 2  | "Cherry Blossom Ending" | Busker Busker           | CJ E&M                            | 345,286,318 | 3,399,202        |
| 3  | "Alone"                 | Sistar                  | Starship Entertainment            | 328,241,151 | 3,203,685        |
| 4  | "Loving U"              | Sistar                  | Starship Entertainment            | 319,781,095 | 3,017,035        |
| 5  | "Fantastic Baby"        | Bigbang                 | YG Entertainment                  | 289,919,209 | 3,339,871        |
| 6  | "I Love You"            | 2NE1                    | YG Entertainment                  | 286,364,520 | 2,777,520        |
| 7  | "Lovey-Dovey"           | T-ara                   | Core Contents Media               | 273,723,497 | 3,758,864        |
| 8  | "All For You"           | Jung Eunji et Seo Inguk | Jellyfish et A Cube Entertainment | 269,049,917 | 2,499,273        |
| 9  | "Heaven"                | Ailee                   | YMC Entertainment                 | 265,436,439 | 3,227,917        |
| 10 | "Blue"                  | Bigbang                 | YG Entertainment                  | 262,850,290 | 3,365,275        |

### 2013
Top 10 des chansons les mieux classées de l'année
| #  | Chanson                      | Artiste            | Label                  | Score total | Total des ventes |
| -- | ---------------------------- | ------------------ | ---------------------- | ----------- | ---------------- |
| 1  | "Gentleman"                  | PSY                | YG Entertainment       | 241,561,865 | 1,604,778        |
| 2  | "Shower of Tears"            | Beachigi ft. Ailee | YMC Entertainment      | 214,989,454 | 1,880,676        |
| 3  | "Gone Not Around Any Longer" | Sistar19           | Starship Entertainment | 210,610,064 | 1,723,704        |
| 4  | "Bom Bom Bom"                | Roy Kim            | CJ E&M                 | 209,513,707 | 1,490,031        |
| 5  | "Tears"                      | Leessang           | Jungle Entertainment   | 204,199,418 | 1,806,317        |
| 6  | "What's Your Name?"          | 4Minute            | Cube Entertainment     | 199,657,346 | 1,477,832        |
| 7  | "Monodrama"                  | Huh Gak            | Cube Entertainment     | 196,088,511 | 1,645,880        |
| 8  | "Turtle"                     | Davichi            | Core Contents Media    | 190,020,576 | 1,439,190        |
| 9  | "Give It to Me"              | Sistar             | Starship Entertainment | 169,597,316 | 1,486,661        |
| 10 | "Be Warmed"                  | Davichi            | Core Contents Media    | 162,985,325 | 1,316,544        |

### 2014
Top 10 des chansons les mieux classées de l'année
| #  | Chanson                               | Artiste             | Label                   | Total des ventes |
| -- | ------------------------------------- | ------------------- | ----------------------- | ---------------- |
| 1  | "Some"                                | Soyou et Jung Gigo  | Starship Entertainment  | 2,212,895        |
| 2  | "Eyes, Nose, Lips"                    | Taeyang             | YG Entertainment        | 1,613,109        |
| 3  | "Wild Flower"                         | Park Hyo-shin       | Jellyfish Entertainment | 1,736,507        |
| 4  | "A Midsummer Night's Sweetness"       | San E et Raina      | Pledis Entertainment    | 1,537,798        |
| 5  | "The Meaning of You"                  | IU ft. Kim Changwan | LOEN Entertainment      | 1,570,757        |
| 6  | "Your Scent"                          | Gary ft. Jung-in    | Jungle Entertainment    | 1,346,118        |
| 7  | "Not Spring, Love or Cherry Blossoms" | IU et High4         | LOEN Entertainment      | 1,403,026        |
| 8  | "Mr. Chu (On Stage)"                  | Apink               | Cube Entertainment      | 1,290,794        |
| 9  | "200%"                                | Akdong Musician     | YG Entertainment        | 1,436,302        |
| 10 | "Friday"                              | IU ft. Yijeong      | LOEN Entertainment      | 1,460,219        |

### 2015
Top 10 des chansons les mieux classées de l'année
| #  | Chanson                   | Artiste                         | Label              | Total des ventes |
| -- | ------------------------- | ------------------------------- | ------------------ | ---------------- |
| 1  | "Bang Bang Bang"          | Bigbang                         | YG Entertainment   | 1,581,284        |
| 2  | "Loser"                   | Bigbang                         | YG Entertainment   | 1,505,163        |
| 3  | "Living in the Same Time" | Naul                            | CJ E&M Music       | 1,510,162        |
| 4  | "Bae Bae"                 | Bigbang                         | YG Entertainment   | 1,421,715        |
| 5  | "Eat"                     | Zion.T                          | Amoeba Culture     | 1,461,722        |
| 6  | "Shouldn't Have"          | Baek A-yeon ft. Young K de Day6 | JYP Entertainment  | 1,454,361        |
| 7  | "Call Me Baby"            | EXO                             | SM Entertainment   | 951,930          |
| 8  | "Wi Ing Wi Ing"           | Hyukoh                          | Cashmier Record    | 1,493,141        |
| 9  | "Sugar"                   | Maroon 5                        | Interscope Records | 1,346,468        |
| 10 | "Leon"                    | IU et Park Myungsoo             | MBC Entertainment  | 1,381,196        |

### 2016
Top 10 des chansons les mieux classées de l'année
| #  | Chanson                              | Artiste       | Label                | Total des ventes |
| -- | ------------------------------------ | ------------- | -------------------- | ---------------- |
| 1  | "Cheer Up"                           | Twice         | JYP Entertainment    | 1,839,566        |
| 2  | "Anywhere"                           | M.C The Max   | 325 E&C              | 1,702,444        |
| 3  | "Rough"                              | Gfriend       | Source Music         | 1,903,126        |
| 4  | "This Love"                          | Davichi       | Music&New            | 1,671,196        |
| 5  | "I Don't Love You"                   | Urban Zakapa  | MakeUs Entertainment | 1,613,745        |
| 6  | "You Are My Everything"              | Gummy         | Music&New            | 1,600,720        |
| 7  | "I Am You, You Are Me"               | Zico          | Seven Seasons        | 1,573,331        |
| 8  | "Making A New Ending For This Story" | Han Dong Geun | Pledis Entertainment | 1,321,706        |
| 9  | "The Love I Committed"               | Im Chang-Jung | NH Media             | 1,261,063        |
| 10 | "Always"                             | Yoon Mi-rae   | Music&New            | 1,454,125        |